# Elecciones estatales de Perak de 2013
Las elecciones estatales de Perak de 2013 tuvieron lugar el 5 de mayo del mencionado año, al mismo tiempo que las decimoterceras elecciones federales para el Dewan Rakyat de Malasia a nivel nacional, con el objetivo de renovar los 59 escaños de la Asamblea Legislativa Estatal, que a su vez investiría a un Menteri Besar (Ministro Principal) para el período 2013-2018.
Estas elecciones estuvieron signadas por la controvertida posición constitucional del gobierno estatal perakí. El Menteri Besar Zambry Abdul Kadir, de la Organización Nacional de los Malayos Unidos (UMNO), parte de la coalición Barisan Nasional (Frente Nacional o BN), había llegado al poder en mayo de 2009 como consecuencia de un fallo judicial que sucedió a una masiva deserción en el Pakatan Rakyat (Pacto Popular o PR), alianza opositora a nivel federal y vencedora de la anterior elección estatal. Al realizarse el escrutinio, hubo profundas acusaciones de irregularidades y manipulación arbitraria de circunscripciones (gerrymandering).
Al igual que en la elección federal, el Pakatan Rakyat obtuvo un voto popular mucho más abultado que el del Barisan Nasional, con un 54.80% de las adhesiones contra el 44.40% de los votos obtenidos por el oficialismo. Sin embargo, debido a la irregular distribución de los escaños, el BN conservó una controversial mayoría absoluta de 31 escaños sobre 28 del PR, garantizándose su continuidad en el gobierno. La participación fue del 82.49% del electorado, una de las más altas en la historia electoral del estado. El resultado, sin embargo, desató graves protestas de la oposición, que no impidieron que Zambry Abdul Kadir fuese reelegido para un segundo mandato.

## Resultados
|  | 24.65 % |

|  | 30.50 % |

|  | 17.67 % |

|  | 10.20 % |

|  | 13.48 % |

|  | 11.90 % |

|  | 54.80 % |

|  | 47.46 % |

|  | 31.34 % |

|  | 50.85 % |

|  | 8.64 % |

|  | 1.70 % |

|  | 2.72 % |

|  | 0.00 % |

|  | 1.19 % |

|  | 0.00 % |

|  | 0.51 % |

|  | 0.00 % |

|  | 44.40 % |

|  | 52.54 % |

|  | 0.22 % |

|  | 0.00 % |

|  | 0.04 % |

|  | 0.00 % |

|  | 0.54 % |

|  | 0.00 % |

|  | 98.49 % |

|  | 1.61 % |

|  | 100.00 % |

|  | 82.49 % |